# Vicién
Vicién est une commune d’Espagne, dans la province de Huesca, communauté autonome d'Aragon comarque de Hoya de Huesca.

## Personnalités liées à la commune
- Pepita Laguarda Batet (1919-1936), plus jeune soldate tuée au combat pendant la guerre d'Espagne[1], est blessée sur le front à Vicién[2] avant de décéder à l'hôpital militaire de Grañen le 1er septembre 1936 dans les bras de son compagnon Juan López Carvajal[3].